# 스림
스림(고대 노르드어: Þrymr→술렁거림)은 북유럽 신화에 등장하는 요투나르의 왕이다. 토르의 망치 묠니르를 훔쳐서 그것을 돌려주는 대가로 프레이야를 자기 아내로 내줄 것을 요구했다. 그러나 로키의 꾀에 의해 토르에게 맞아죽고 만다. 〈스림의 서사시〉에 그 경위가 나와 있다.
《노르웨이 건국사》에서는 스림의 왕국이 노르웨이의 베름란드(현재는 스웨덴령이다)에 있었다고 한다.